# Bílá emigrace

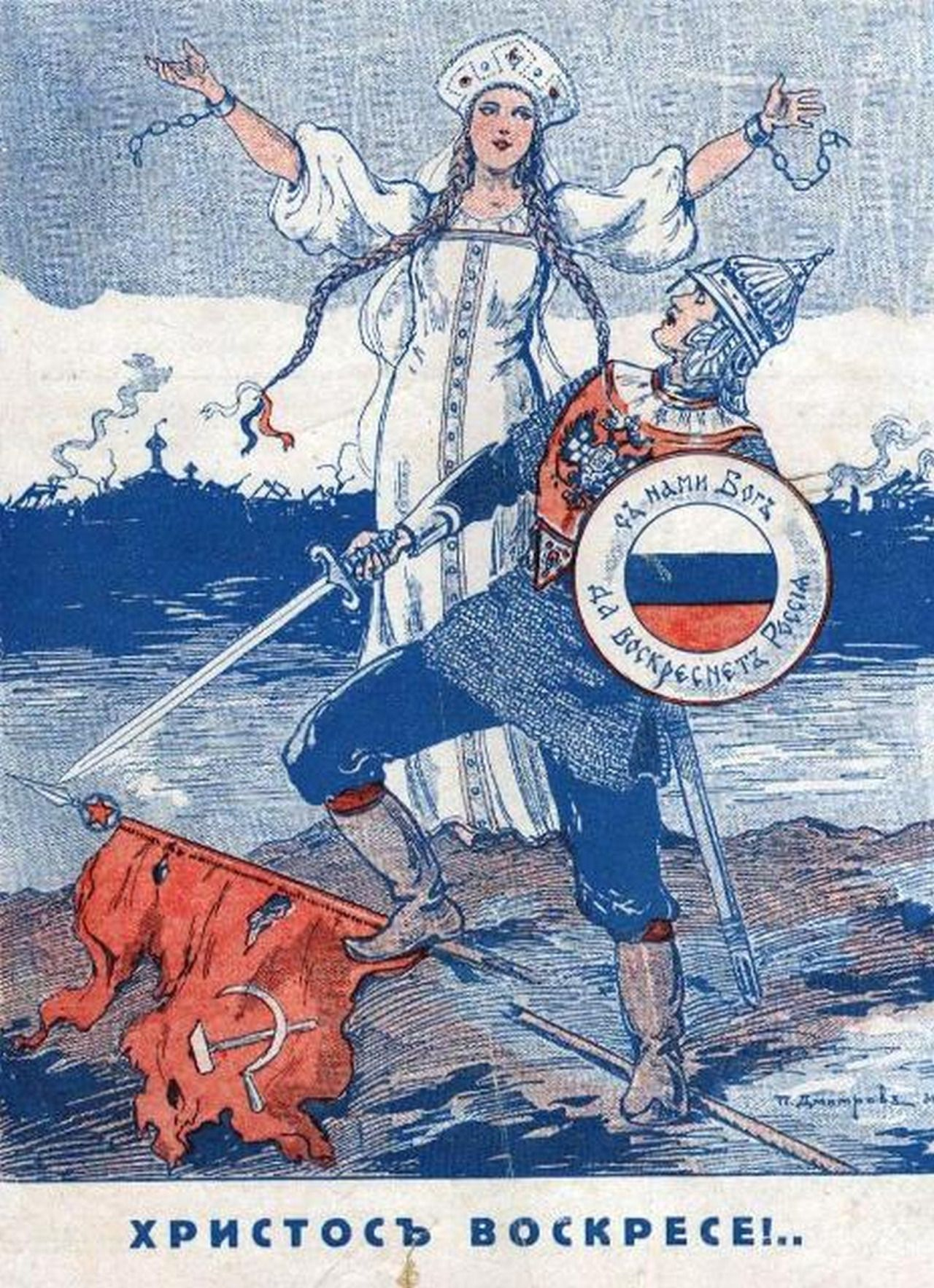
Propagandistický plakát bílých emigrantů kolem roku 1932

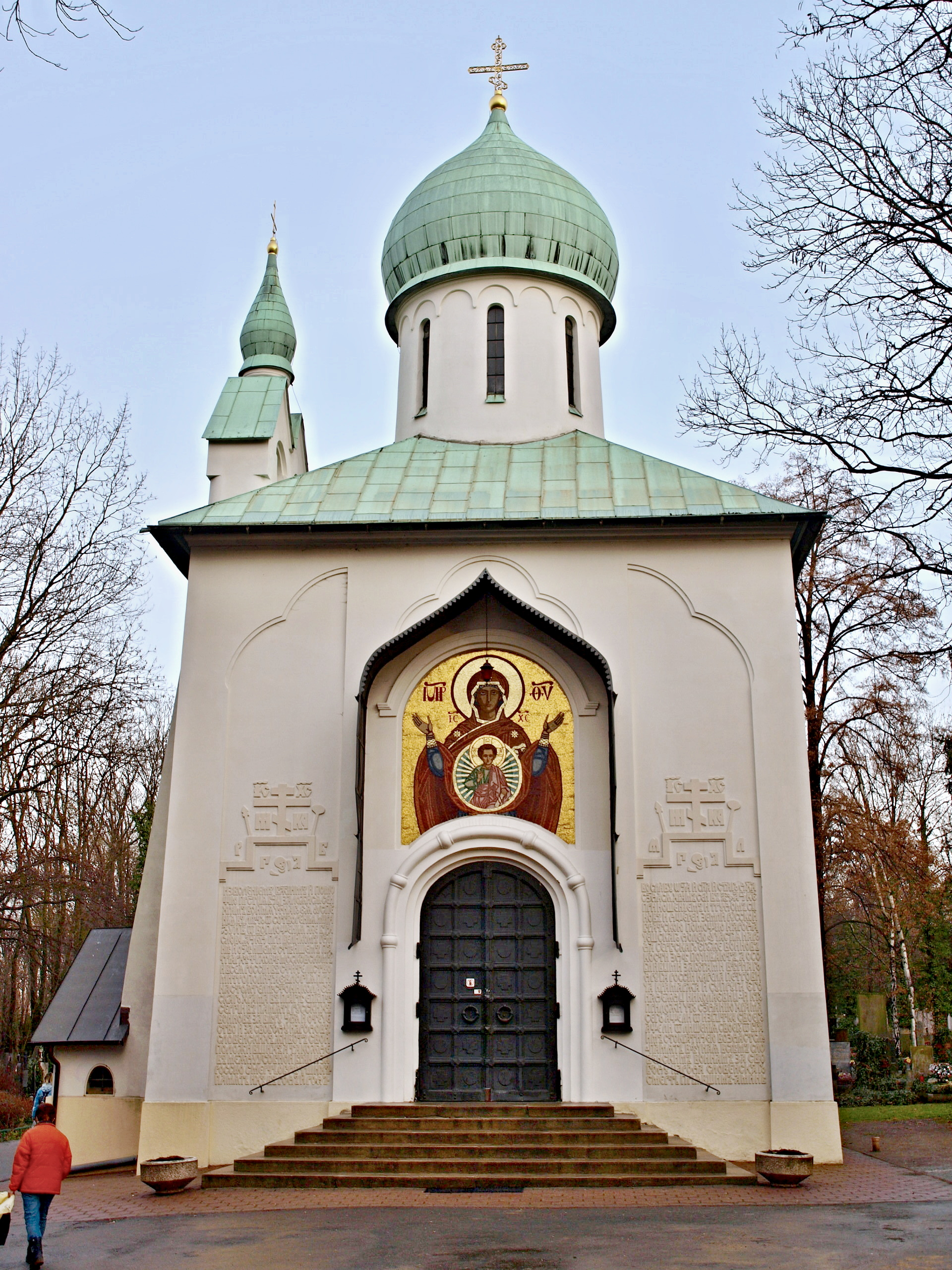
Chrám Zesnutí přesvaté Bohorodice v pravoslavné části Olšanských hřbitovů v Praze.

Ruská národní trikolóra užívaná imperiálním Ruskem, přijatá bílými ruskými emigranty po ruské bolševické revoluci, byla později obnovena jako vlajka Ruské federace.

Bílá ruská emigrace je označení občanů z území Ruského impéria, respektive prozatímní Ruské republiky, kteří emigrovali v důsledku bolševické revoluce v roce 1917 a následné občanské války v letech 1917–1923. Mnoho bílých ruských emigrantů bylo účastníky či stoupenci bílého hnutí, kteří byli v opozici vůči bolševickým revolucionářům, ačkoli tento termín je často používán obecně pro osoby, které opustily zemi kvůli změně režimu.
Většina bílých emigrantů opustila Rusko mezi lety 1917 a 1920 (odhady se pohybují mezi 900 000 a 2 miliony), i když některým se podařilo odejít během 20. a 30. let nebo byli vyhnáni sovětskou vládou (jako například Pitirim Sorokin a Ivan Iljin ad.). Zahrnovali všechny společenské vrstvy, vojáky a důstojníky, kozáky, intelektuály různých profesí, vyvlastněné obchodníky a vlastníky půdy, stejně jako úředníky ruské imperiální vlády a různých protibolševických vlád z období ruské občanské války. Nebyli to jen etničtí Rusové, ale také ostatní etnické skupiny žijící na území Ruského impéria.
Sami emigranti preferovali označení emigranti první vlny (эмигрант первой волны), či jen ruská emigrace (русская эмиграция) případně ruská válečná emigrace (русская военная эмиграция). V Sovětském svazu měl výraz bílý emigrant (белоэмигрант) obecně spíše negativní konotace. Od konce 80. let 20. století se v Rusku stále častěji objevuje termín „emigranti první vlny“.
Někteří bílí ruští emigranti, např. z řad menševiků a socialistů-revolucionářů (tzv. eseři), sice byli proti bolševikům, ale přímo nepodporovali bílé ruské hnutí, jiní byli apolitičtí. Termín se také často vztahuje na potomky emigrantů, kteří si v zahraničí zachovávají ruskou pravoslavnou křesťanskou identitu.

## Odchod do emigrace
Většina emigrantů zpočátku uprchla z jižního Ruska a Ukrajiny do Turecka a poté se přestěhovala do jiných slovanských zemí v Evropě (Jugoslávské království, Bulharsko, Československo a Polsko). Velký počet uprchlíků směřoval také do Estonska, Lotyšska, Litvy, Finska, Íránu, Německa a Francie. Někteří emigranti také uprchli do Portugalska, Španělska, Rumunska, Belgie, Švédska, Švýcarska a Itálie. Berlín a Paříž vyvinuly prosperující emigrantské komunity.
Mnoho vojenských a civilních důstojníků bojujících proti Rudé armádě se přes Sibiř a ruský Dálný východ přestěhovalo se svými rodinami do Charbinu (viz Charbinští Rusové), do Šanghaje (viz Šanghajští Rusové) a dalších měst Číny a Střední Asie. Po stažení amerických a japonských jednotek ze Sibiře někteří emigranti cestovali do Japonska.
Emigranti vytvořili různé organizace za účelem boje proti sovětskému režimu, jako je Ruský vševojenský svaz, Bratrstvo ruské pravdy a NTS. Tím se ovšem bílí emigranti stali cílem infiltrace sovětské tajné policie (např. operace TREST a Vnitřní linie). Během druhé světové války a po ní se mnoho ruských emigrantů přestěhovalo do Spojeného království, Spojených států, Kanady, Peru, Brazílie, Mexika, Argentiny, Chile, Kolumbie, Jižní Afriky a Austrálie – kde mnoho komunit dosud existuje. 
Během druhé světové války se mnoho bílých emigrantů účastnilo Ruského osvobozeneckého hnutí. Mnoho z nich, odhadem až milion, sloužili také jako dobrovolníci ve Wehrmachtu nebo ve Waffen-SS, často jako tlumočníci. Hlavním důvodem, který přiměl bílé, aby akcemi podpořili německou moc, byl koncept „jarní ofenzívy“, ozbrojeného zásahu proti SSSR, který je třeba využít k pokračování občanské války. Ten byl mnohými ruskými důstojníky vnímán jako pokračující případ, který nebyl nikdy dokončen ode dne jejich exilu.  Během války se bílí emigranti dostali do kontaktu s bývalými sovětskými občany z Němci okupovaných území, kteří využili německý ústup jako příležitost k útěku ze Sovětského svazu, nebo byli v Německu a Rakousku jako váleční zajatci a nucené práce a raději pobyt na Západě, často označovaný jako druhá vlna emigrace. Tato menší druhá vlna se poměrně rychle začala asimilovat do komunity bílých emigrantů. 
Sedmdesát pět veteránů bílé armády pak sloužilo jako dobrovolníci podporující generála Franca během španělské občanské války. 

## Ideologické sklony
Bílí emigranti byli, obecně řečeno, antikomunisté a nepovažovali Sovětský svaz a jeho kulturu za jádro ruského dědictví. To byl postoj, který odrážel ruské nacionalistické sympatie. Měli tendenci neuznávat požadavky na sebeurčení ukrajinských, gruzínských a dalších menšinových skupin, ale toužil po vzkříšení ruské říše. Období let 1917 až 1991 považují za období internacionalistické a protikřesťanské okupace sovětským režimem. Používali například carskou trikolóru (bílo-modro-červenou) jako svou státní vlajku a některé organizace používaly prapor imperiálního ruského námořnictva.
Mnoho bílých emigrantů se také domnívalo, že je jejich povinností zůstat aktivní v boji proti Sovětskému svazu s nadějí na osvobození Ruska od bolševismu. Tato ideologie byla z velké části inspirována generálem Petrem Wrangelem, který po porážce Bílé armády prohlásil: „Bitva o Rusko neskončila, pouze nabyla nových forem“.
Významné procento bílých emigrantů lze popsat jako monarchisty, ačkoli mnozí přijali pozici „nepředurčení“ („něpredrešenci“) a věřili, že ruská politická struktura by měla být určena v referendu.
Mnoho bílých emigrantů jednalo ve víře, že jejich posláním v zahraničí bylo zachovat původní ruskou kulturu a způsob života, aby je po pádu bolševické diktatury mohli obnovit. Mnoho symbolů bílých emigrantů bylo skutečně znovu zavedeno jako symboly postsovětského Ruska, jako je byzantský orel a ruská trikolóra.

### Náboženství
Náboženská mise do vnějšího světa byla dalším konceptem, který prosazovali lidé jako biskup Ioan Šanghajský a Sanfranciský (kanonizovaný jako svatý Ruské pravoslavné církve v zahraničí), který na celodiasporním koncilu v roce 1938 prohlásil:
| „ | Rusům v exilu byl dán dar svítit celému světu světlem pravoslaví, tak aby i ostatní lidé, viděvši jejich dobré skutky, mohli velebit Otce Všemohoucího a dojít tak vlastní spásy. | “ |

V roce 1924 bílí emigranti vytvořili Ruskou pravoslavnou církev v zahraničí. Ta pokračuje ve své existenci dodnes a působí jako duchovní i kulturní centrum ruské pravoslavné komunity v zahraničí. 17. května 2007 byl přijat Zákon o kanonickém sloučení RPCvZ s Moskevským patriarchátem, který po více než 80 letech obnovil přerušené kanonické vazby mezi ruskou pravoslavnou církví v zahraničí a Ruskou pravoslavnou církví moskevského patriarchátu.